# Wally Osterkorn
Walter Raymond « Wally » Osterkorn, né le 6 juillet 1928, à Chicago, dans l'Illinois, décédé le 11 janvier 2012, à Scottsdale, en Arizona, est un joueur américain de basket-ball. Il évolue durant sa carrière aux postes d'ailier fort et de pivot.

## Palmarès
- Champion NPBL 1951
- Champion NBA 1955